# Stanjemonium ochroroseum
Stanjemonium ochroroseum är en svampart som beskrevs av W. Gams, Schroers & M. Chr. 1999. Stanjemonium ochroroseum ingår i släktet Stanjemonium och familjen Bionectriaceae.   Inga underarter finns listade i Catalogue of Life.